# Peter Houtman
Peter Houtman (nacido el 4 de junio de 1957 en Róterdam) es un exfutbolista neerlandés, quien obtuvo ocho veces internacional con la selección neerlandesa en la década de 1980, anotando siete goles.
Houtman jugó para el Feyenoord de Róterdam y el FC Groningen. También tuvo su paso por el Club Brugge, Sporting Lisboa, Sparta Rotterdam, ADO Den Haag y Excelsior Rotterdam. Para Feyenoord anotó 90 goles en 153 partidos oficiales.